# Russelia villosa
Russelia villosa är en grobladsväxtart som beskrevs av Cyrus Longworth Lundell. Russelia villosa ingår i släktet Russelia och familjen grobladsväxter. Inga underarter finns listade i Catalogue of Life.